# الجيش الشعبي الفيتنامي
الجيش الشعبي لفيتنام (بالفيتنامية: Quân đội nhân dân Việt Nam (QĐNDVN))‏ ، المعروف أيضًا باسم الجيش الشعبي الفيتنامي أو الجيش الفيتنامي (بالفيتنامية: Quân đội Việt Nam)‏، هو القوة العسكرية لجمهورية فيتنام الاشتراكية والجناح العسكري للحزب الشيوعي الفيتنامي الحاكم. الجيش الشعبي هو جزء من القوات المسلحة الفيتنامية وتشمل: القوات البرية والبحرية والدفاع الجوي - القوات الجوية وحرس الحدود. ومع ذلك لا يوجد في فيتنام قوة برية منفصلة أو فرع للجيش. تنتمي جميع القوات البرية وقوات الجيش والمناطق العسكرية والأسلحة المتخصصة إلى وزارة الدفاع، وهي تخضع مباشرة لقيادة اللجنة العسكرية المركزية ووزير الدفاع وهيئة الأركان العامة للجيش الشعبي الفيتنامي.

## التأسيس
تأسس الجيش الفيتنامي الشعبي لأول مرة في سبتمبر 1944 في أول مؤتمر عسكري للحزب الثوري.